# رالف بيلكناب بالدوين
رالف بيلكناب بالدوين (6 يونيو 1912 - 23 أكتوبر 2010)، عالم كواكب أمريكي، عرف بعمله في الفوهات القمرية بدءًا من أواخر الأربعينيات. قدم كتابه (وجه القمر) أدلة دامغة تدعم طبيعة وتأثير الحفر القمرية. كما نشر كتاب بعنوان (قياس القمر) عام 1963.
عمل بالدوين قبل مساهماته في الدراسات القمرية كفيزيائي أول في مختبر الفيزياء التطبيقية بجامعة جونز هوبكنز خلال الحرب العالمية الثانية، حيث ساهم بشكل ملحوظ في تطوير فتيل الإشعال بالمجاورة [الإنجليزية]. في عام 1947 بدأ العمل في شركة Oliver Machinery Company. في عام 1970 أصبح رئيسًا للشركة وتولى لاحقًا منصب رئيس مجلس الإدارة في عام 1982 حتى تقاعده في عام 1984. توفي في 23 أكتوبر 2010.